# Ichnusa (singolo)
Ichnusa è un singolo del cantautore italiano Tananai, pubblicato il 5 aprile 2019.

## Descrizione
Il brano è scritto, composto e prodotto dallo stesso cantautore.

## Video musicale
Il video musicale, diretto da Olmo Parenti e Marco Zannoni, è stato pubblicato il 12 aprile 2019 attraverso il canale YouTube del cantautore.

## Tracce
Testi e musiche di Alberto Cotta Ramusino.
1. Ichnusa – 3:30